# Anaxilaus
Anaxilaus was een Romeins filosoof en geneeskundige. Hij schreef over de 'magische' effecten van sommige mineralen, plantaardige en dierlijke stoffen en de geneesmiddelen die op basis daarvan gemaakt kunnen worden. In het jaar 28 v. Chr werd hij door keizer Augustus uit Rome verbannen, op beschuldiging van het beoefenen van magie. Waarschijnlijk leidde zijn uitzonderlijke kennis van de natuurwetenschappen ertoe dat bepaalde reacties die hij kon opwekken uit natuurlijke stoffen werden geïnterpreteerd werden als magie, wat zou geleid hebben tot zijn veroordeling. 